# Субстанция
Субстанция (на латински: substantia – основа, същност) е философски термин, с който се обозначава първоосновата на битието, която поражда всичко останало. Тя се изявява в реалния свят с помощта на своите атрибути.
Идеята за субстанция възниква още със зараждането на философията. В Древна Гърция, по време на предсократовия период, различните философи имат отделни идеи за първоосновата. За Талес това е водата, за Хераклит – огънят. Тези субстанции пораждат всичко останало. Платон първи започва да разглежда субстанцията по-всеобхватно и я определя като абсолютна идея.

## Етимология
Латинският термин substantia (действителност, същност, наличие) е буквален превод на една от трите гръцки думи, с които първите философи се опитват да очертаят смисъла на учудването, предивзвикано от единството и многообразието на света.

## История
Древните философи били убедени, че всички причудливи явления и материални образувания произтичат от общо начало, характерът на което се стремели да изяснят.
С развитието на философията за субстанция биват определяни материята и духът в различните му разбирания.
Различните философски системи допускат различен брой субстанции. Монистичните концепции (например хегелианството, диалектическият материализъм) приемат, че субстанцията е една, дуалистичните – две (дух-материя, светлина-тъмнина, добро-зло – особено разпространени в средновековната религиозна философия). Съществуват и плуралистични възгледи, според които субстанциите могат да бъдат многобройни. Някои философски системи от своя страна изобщо отхвърлят идеята за субстанция или отказват да я разглеждат (позитивизъм, екзистенциализъм).